# Студенческое движение
Студенческое движение — деятельность студентов, имеющее своей целью политические, экологические, экономические или социальные реформы. Одной из важных составляющих движения является требование студентов участвовать в составлении учебных планов или увеличение финансирования образования. В политических событиях студенческое движение может играть большую роль (студенческая революция). Первые студенческие движения возникли в Европе; их можно разделить на две большие группы: 1) стремящихся к улучшению условий жизни студенчества в целом, объясняя это тем, что студенты являются будущим интеллектуальным поколением общества, в котором они растут, и 2) возникающих как идеалистическое стремление к справедливости в ответ на существующие несправедливые социальные условия. Студенческое движение может возникать как реакция на некие конкретные действия правительства, а может принимать форму интеллектуально и социально мотивированной внепарламентской оппозиции существующей системе.
Европейские студенческие движения отражают составные факторы стабильности общества (Льюис С. Фойер, «Исследование истеблишмента в капиталистических и социалистических странах»). С точки зрения «истеблишмента», студенческие движения всегда нетипичны и неожиданны, каждое из них возникает и развивается по-своему, что существенно затрудняет поиск эффективной и доступной формы для их нейтрализации.
Формами протеста студентов являются демонстрации, блокады, символические акции, студенческие забастовки, распространение листовок и выступления, перформансы и информационная война. Протест также может принимать насильственные формы по отношению к вещам и людям, а также налеты на преподавателей; в этом случае говорят о «студенческих беспорядках» или «бунтах».
Реакция правительства на студенческий активизм может быть самой различной: от полного принятия требований студентов, включая создание соответствующих министерств и служб, реформирование системы участия государства в промышленности и экономике, до расстрела мирных демонстраций.
Студенческие движения, успешные и неуспешные, формируют общественное мнение и довольно долгое время воздействуют на него.

## История национальных студенческих движений

### Германия

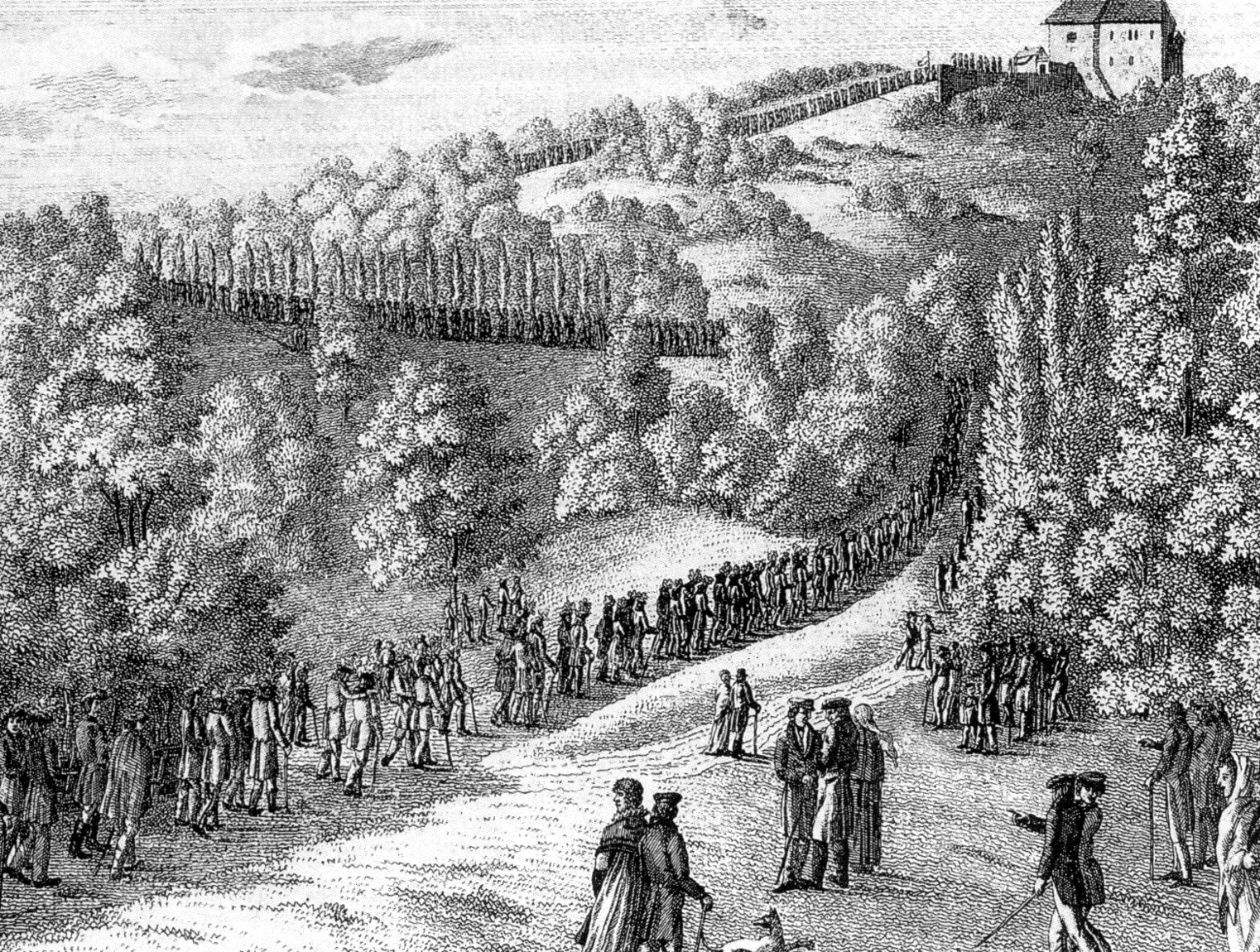
Процессия студентов на Вартбургском фестивале

В 1815 году в Йене было основано «Землячество» (нем. Urburschenschaft) — студенческое объединение, находившееся под влиянием националистических и демократических идей. В 1817 году, вдохновлённые либеральными и патриотическими идеями об объединённой Германии, студенческие организации собрались на Вартбургском фестивале в Эйзенахе, Тюрингия, и жгли там реакционные книги.
В 1819 году студент Карл Людвиг Занд совершил убийство писателя Августа фон Коцебу, занимавшегося травлей студенческих организаций.
В мае 1832 году возле Нейштадта-на-Вайнштрассе праздновался Гамбахский фестиваль с 30000 участниками, среди которых было много студентов. Наряду с нападением на франкфуртскую тюрьму в 1833 году для освобождения заключавшихся в ней студентов, революционным памфлетом Георга Бюхнера «Гессенский ландбот» (нем. Der Hessische Landbote) это было событием, приведшим к революциям 1848 года в германских государствах.

### Канада
В Канаде в конце 1950-х и в 1960-х годах возникло несколько «новых левых» студенческих организаций, из них особо нужно выделить две: Студенческий союз за мирное действие (англ. Student Union for Peace Action — SUPA) и Компания молодых канадцев (англ. Company of Young Canadians — CYC). SUPA образовался из пацифистски и моралистически настроенной «Совместной университетской кампании за ядерное разоружение» (англ. Combined Universities Campaign for Nuclear Disarmament — CUCND) в декабре 1965 года на конференции университета Саскачеван, расширив свою область действия и включив в неё вовлечение в политику дискриминированных сообществ, а также «подъём сознания» для радикализации канадской молодёжи и осознания испытываемого ею «разрыва поколений». SUPA был децентрализованной организацией, базировавшейся в университетских кампусах и ориентировавшейся на средний класс. После распада SUPA в 1967 году его члены перешли в CYC или стали активистами в «Канадском союзе студентов» (англ. Canadian Union of Students — CUS), сделав этот союз активной «новой левой» организацией. Во всех этих организациях проводились интеллектуальные дебаты: об отношении к рабочему классу, о том, что традиционный «рабочий класс» куплен и интегрирован в систему, и о том, кто же является ведущей силой в классовой борьбе за новое лучшее социалистическое общество. Как раз в этих дискуссиях о роли рабочего класса и «традиционных левых» распался SUPA. В 1968 году в «Университете МакГилла и Саймона Фрейзера» появилась организация «Студенты за демократический университет» (англ. Students for a Democratic University — SDU), куда вошли бывшие члены SUPA и «Новой демократической молодёжи», а также из «Либерального клуба» и «Молодых социалистов». SDU отличились захватом администраций университетов в 1968 г. и студенческой забастовкой в 1969 году. После провала забастовки SDU распалась. Некоторые её члены вошли в состав «Индустриальных рабочих мира» (англ. Industrial Workers of the World, IWW) и «Молодёжную интернациональную партию» — йиппи (англ. Youth International Party – Yippies). Другие её члены вступили во «Фронт освобождения Ванкувера» в 1970 году.
В 1970-х годах по результатам всеканадского референдума Студенческого Союза были созданы «Группы исследования общественных интересов» (англ. Public Interest Research Groups — PIRG’s). В отличие от других подобных американских проектов, в PIRG’s всю администраторскую и исполнительскую работу осуществляют студенты.
Также была сформирована Студенческая коалиция против войны, занимающаяся общественным образованием, ненасильственным активизмом, правозащитной деятельностью и социальными реформами.

### Восточная Европа и постсоветские государства

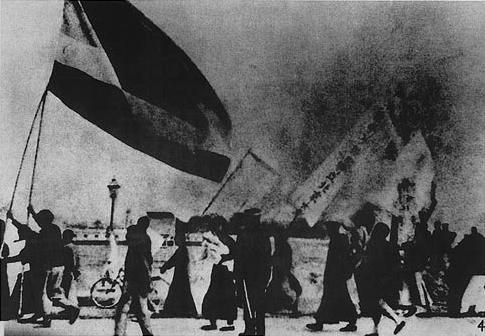
Студенты на площади Тяньаньмэнь, 1919 год

Во время коммунистических режимов в странах Восточной Европы, студенты этих стран были одной из ведущих сил в самых известных случаях социального протеста. Цепь событий, повлекшая за собой Венгерскую революцию 1956 года, началась с мирной студенческой демонстрации на улицах Будапешта, в которую влились рабочие и другие горожане. В Чехословакии одним из самых известных действующих лиц в акциях протеста, которые привели к советскому военному вторжению в страну и окончанию Пражской весны, был Ян Палах, студент, сжёгший себя 16 января 1969 года. Этот акт подхлестнул протест против оккупации.
Студенческие движения играли центральную роль в т. н. «цветных революциях», произошедших в последние годы в посткоммунистических странах: сербский «Отпор!», образовавшийся в 1998 г. в ответ на репрессивные законы об образовании и СМИ, изданные в том году. В сентябре 2000 г. во время выборной президентской кампании эта организация провела свою кампанию «Готов jе» (серб. «Кончился»), накалившую недовольство сербского населения режимом Слободана Милошевича, что привело к его поражению на выборах.
«Отпор» инспирировал другие молодёжные движения в Восточной Европе, такие как «Кмара» в Грузии, сыгравшая важную роль в «революции роз», и «Пора!» на Украине, влиятельное движение, организовавшее демонстрации, приведшие к «оранжевой революции». Подобно «Отпору», эти организации следовали принципу ненасильственного сопротивления и в своей оппозиционной деятельности использовали высмеивание авторитарных лидеров. Подобные движения также существовали в Кыргызстане («КельКель»), «Зубр» в Белоруссии и MJAFT! в Албании.
Противники цветных революций обвиняют Фонд Сороса и/или правительство США в поддержке или даже планировании этих революций в интересах западных стран. Но сторонники этих революций считают эти обвинения преувеличенными и говорят об этих революциях как о положительном явлении, морально оправданных, и неважно, была ли при этом поддержка Запада или нет.

### Австралия
Австралийские студенты имеют долгую историю участия в политических дебатах. Это особенно заметно в новых университетах, основанных в пригородных районах. В последние годы степень вовлечённости студентов в политику снизилась, а сами студенты все больше подвержены политической апатии. Число студенческих акций протеста и количество их участников также снизилось.

### Франция
Студенческое движение во Франции имеет давнюю историю.
В Сорбонне в период между 1443 и 1445 годами девять месяцев шла забастовка против отмены налоговых льгот. С сентября 1444 года по март 1445 года шла непрерывная 6-месячная забастовка.
В 1446 году прошли бунты против отмены судебной автономии университета и подчинения его парламенту Парижа.
Студенты Сорбонны регулярно объявляли забастовки после арестов студентов полицией. В 1453 году университет бастовал по случаю смерти Раймона де Морегара — студента, убитого стражей Шателе.
В XX веке во Франции неоднократно происходили студенческие протесты против законов или реформ образования (план Сонье-Сете в 1976 году, против «Контракта трудового содействия» (фр. Contrat d’insertion professionnelle — CIP) в 1994 году), с требованиями улучшения условий жизни (повышение пособий, проблема жилья и др.) или по политическим мотивам, не относящимся непосредственно к студентам (май 1968 года и др.). Высокая активность студентов и их чувствительность к происходящему всегда находилась под пристальным вниманием политических сил и власти. Студенческое движение 1960-х годов, пиком которого стали события мая 1968 года, оказало огромное влияние на левые силы Франции, в частности, дав начало карьере многих политиков.
В 1986 году студенческое движение существенно снизило шансы тогдашнего премьер-министра Жака Ширака на победу на президентских выборах в 1988 года.
Как и во многих других странах, во Франции пиком студенческого движения стали события мая 1968 года. Они начались в университете Нантера с движения 22 Марта, в которое входили воинственно настроенные маоисты, троцкисты и анархисты. В мае 1968 года Нантерский университет был закрыт в связи с конфликтом части студентов с администрацией. В качестве протеста против закрытия и изгнания нантерских студентов студенты парижской Сорбонны начали собственные демонстрации. Францию захлестнули беспорядки, во время которых различные группы — коммунисты, анархисты, правые либертарные активисты — использовали ситуацию для реализации своих политических идей. Движение мая 1968 года перешло во всеобщую забастовку, длившуюся несколько недель и парализовавшую всю страну, став гораздо большим, чем просто студенческим движением. Во многих аспектах это движение имело революционную форму ситуационистского характера. В течение мая-июня 1968 года во время столкновений с полицией были убиты четыре манифестанта, из них два рабочих и один лицеист. В то же время эти события активизировали и консервативную часть французского студенчества — сторонники генерала де Голля создали правый Национальный межуниверситетский союз (UNI).
События в Париже вызвали волну студенческого протеста по всему миру: так, западногерманское студенческое движение участвовало в демонстрациях против «чрезвычайного законодательства». Во многих странах студенческие протесты вынудили власти прибегнуть к силе: в Испании демонстрация против диктатуры Франко была разогнана полицией; студенческая демонстрация 2 октября 1968 года в Мехико (Мексика) закончилась расстрелом демонстрантов и стала известной как «резня в Тлателолко»; в Пакистане студенты вышли 7 ноября на улицы, протестуя против политики в сфере образования, полиция открыла огонь, и был застрелен студент колледжа.
Самой продолжительной студенческой забастовкой во Франции XX века стала забастовка 1976 года, длившаяся 3 месяца (с марта по май). Её участники ставили своей целью помешать проведению реформ второго цикла обучения (создание новых специальностей), воспринимаемых студентами как попытка подогнать высшее образование под нужды рынка и сделать его ещё менее доступным. На это движение в значительной мере оказывало влияние Революционная коммунистическая лига (фр. Ligue Communiste révolutionnaire) и студенческий лидер Доминик Лосэ (фр. Dominique Losay). В этом движении начали свою карьеру целый ряд известных в дальнейшем французских политиков и журналистов, в том числе, Жан-Кристоф Камбаделис (в настоящее время 1-й секретарь Социалистической партии), Жюльен Дрэ) (24 года был депутатом французского парламента от социалистов), Жан-Люк Мано) (известный политический обозреватель). Когда в 1983 году правительство Пьера Моруа наконец отменило ограничения на поступление в вузы, правые и ультраправые студенты в середине мая устроили волнения в элитарных университетах, длившиеся две недели.
Через три года правительство Жака Ширака попыталось вновь ввести ограничения на поступление в университеты, после чего сотни тысяч студентов вышли на улицы. Как и в прошлые годы, манифестации приняли ожесточённый характер, но в этот раз под ударами полицейских погиб студент Малик Усекин. Министр образования Ален Деваке был вынужден уступить и отменить реформу.
Французские студенты вновь поднялись в марте 1994 года, когда к власти в стране пришли правые, на этот раз против введения «контрактов трудового содействия», уменьшающих МРОТ до 80 % его первоначальной величины для работников моложе 25 лет; затем в ноябре-декабре 1995 года против сокращений бюджетного финансирования вузов.
Другая волна протеста поднялась против Национального фронта во время президентской предвыборной гонки в 2002 году.

#### Хронология студенческого движения во Франции с 1945 года
- 1945: декрет о 4 % квоте участия избираемых студентов в университетских советах. Многие студенты были участниками Движения сопротивления, сохранили у себя оружие и желание им пользоваться.
- 1947: проект закона, увеличивающего плату за обучение и снижающего размер стипендии. Общенациональная забастовка за сохранение стипендий и против повышения платы.
- 1948: общественное страхование студентов. Создание французского Национального фонда студенческой взаимопомощи.
- 1951: проект закона об учебном пособии представлен в парламент. Акции в поддержку кредитования общественного страхования студентов.
- 1953: реализация плана Виктора Легорже[фр.] по университетскому строительству. Акции протеста с требованием увеличения необходимых пособий для студентов.
- 1954: забастовка против недостаточного бюджетного кредитования студентов.
- 1956: национальная забастовка в виде «завтрака» против недостаточного участия государства в вопросах обеспечения общественного питания.
- 1957: общенациональная забастовка и манифестация в Париже с требованием повысить учебные пособия.
- 1958: Акции протеста с требованием увеличения числа учебных помещений и стипендии.
- 1958—1961: демонстрации против войны в Алжире, столкновения с полицией.
- 1961: правительственные меры против Национального союза французских студентов[фр.] (UNEF) (сокращение пособий).
- Март 1961: национальная забастовка и манифестация против отмены отсрочек службы в армии для студентов.
- 1962: реформирование медицинского, юридического, фармацевтического и научного факультетов (введение специализации в образовании).
- 1963: реформа министра образования Кристиана Фуше — разделение обучения на долгий и короткий курсы с драконовскими мерами по отбору абитуриентов. Забастовки против плана Фуше и высокой платы за студенческое жильё.
- 1964: отказ правительства отменить реформу Фуше. Правительство пресекает проведение 4 заседаний совета по делам университетов UNEF.
- 1965: восстановление финансирования UNEF. Забастовки и манифестации против повышения платы за обучение.
- Июнь 1966: ложное объявление о прекращении селективных мер плана Фуше.
- Ноябрь 1966: реализация первого этапа плана Фуше (создание высших технических школ[фр.] (IUT).
- 1965—1968: национальное движение студентов в университетских городках против войны во Вьетнаме. Забастовки против плана Фуше.
- Октябрь 1967: второй этап плана Фуше. Большая манифестация против плана Фуше.
- 1968: план Эдгара Фора (Edgar Faure) (усиление университетской автономии, ослабление вмешательства государства).
- 1968: Движение 22 Марта.
- 1968: Всеобщая национальная забастовка против репрессий 6 мая.
- 1969: Создание правоконсервативного студенческого союза UNI.
- июнь 1970: закон министра внутренних дел Раймона Марселлена или «закон против бунтарей» (отменён в 1981 году), признающий любого участника незаконной демонстрации виновным в правонарушении.
- 1970: движения ультралевых на факультетах, Пуатье и Нантер блокированы, студенческие мятежи в Пуатье.
- 1973: Закон министра обороны Мишеля Дебре (отмена и сокращение отсрочек для студентов): введение аттестатов образца DEUG[фр.]). Протесты против закона Дебре и произвола в определении продолжительности первого цикла обучения на основании аттестата DEUG.
- 1975: введение образовательной стадии MST (фр. Maîtrise des Sciences et Techniques — овладение науками и технологиями) и MIAGE (фр. Méthodes informatiques appliquées à la gestion des entreprises — инженерно-информационное обеспечение предприятия) — второй выборочный цикл (3 года).
- 1976: по плану Сонье-Сете введена общая реформа второго цикла образования при наличии допуска и свидетельства MST. Масштабная забастовка против плана Сонье-Сете. Правительство разрешило студенческие профсоюзы, но не разрешило общенациональную координацию студенческого движения.
- 1979: Реформа Вейля (фр. Veil) в медицинском образовании (введение numerus clausus — ограничения числа учащихся). Манифестации студентов-медиков против закона Вейля.
- 1980: «Университетская карта» для организации распределения средств между университетами и ограничения введения новых специальностей. Манифестации против «Университетской карты». Манифестации в середине мая в защиту иностранных студентов от последствий закона Имбера (фр. Imbert). 13 мая во время попытки сбежать от сотрудников республиканских сил безопасности (фр. Compagnies républicaines de sécurité — CRS) у входа в университет Жюсье убит мятежник Ален Бегран. На следующий день в университете объявлена забастовка, и университет оккупируется студентами до конца года.
- Май 1983: реформа Савари (фр. Savary), отменяющая ограничения при поступлении в университеты. Реформа первого цикла обучения и первый опыт заключения контрактов между государством и университетами. Бунты и забастовки ультраправых в элитарных университетах. Пресса пишет о «Мае 1968-го наоборот».
- 1986: проект Деваке (фр. Devaquet) по восстановлению отбора при поступлении (сохраняя ряд прав при поступлении и значительную финансовую автономию университетов). Манифестации и всеобщая забастовка против проекта Деваке. Один манифестант (Малик Усекин) убит при разгоне демонстрации полицией. Отмена реформы Деваке.
- ноябрь — декабрь 1987: забастовки против бюджетной политики в вузах после каникул.
- 1989: закон об ориентации образования Жоспена (фр. Jospin). Распределение кредитов и бюджетных средств между организациями, выбранными CNESER (фр. Conseil national de l'enseignement supérieur et de la recherche — Национальный совет по высшему образованию и научным исследованиям), по результатам выборов.
- 1990: план Лионеля Жоспена «Университет 2000».
- 1991: громадные акции протеста против реформы Жоспена. Отмена реформы.
- 1992: реформа первого цикла образования, министр Ланг проталкивает реформу Жоспена в форме декрета.
- март 1994: «Контракт трудового содействия» (CIP) позволил платить молодым дипломированным специалистам меньше уровня МРОТ (план Жиро). Акции протеста и забастовки против CIP. Вся молодёжь присоединяется к движению (лицеисты, безработные, работники-инвалиды). Отмена CIP.
- 1995: Доклад Лорана (фр. Laurent) и циркуляр Барде (фр. Bardet) (проект замены стипендий банковскими займами). Акции протеста и забастовки против доклада Лорана и циркуляра Барде. Правительство идет на попятную.
- Октябрь — ноябрь 1995: Всеобщая забастовка октября/ноября 1995 года против плана Жюппе реформировать систему социальной защиты. Оккупация университетов студентами. В провинции манифестации переходят в бунты. В Париже UNEF-ID выходит из состава Национального координационного совета студентов. Координационный совет принимают резолюцию с положением о том, что для того, чтобы «изменить университет, надо изменить общество». Совет заявил о своем безразличии к отмене плана Вигипирата (фр. Vigipirate). Движение закончилось в середине декабря всеобщей забастовкой функционеров, длившейся 3 недели. Правительство Алена Жюппе (фр. Alain Juppé) было вынуждено остановить пенсионную реформу, но отказалось идти на уступки в отношении системы социальной защиты. После забастовки создается ультралевый профсоюз французских студентов.
- 1996: Генеральные штаты университета. Доклад Фору (фр. Fauroux). Университетская реформа Байру (фр. Bayrou), поддержанная министром-социалистом Аллегром (фр. Allègre).
- 1997: Постановление Байру опубликовано в «Журналь Оффисьель» (фр. Journal Officiel).
- Ноябрь — декабрь 1998: десять университетов объявляют забастовку против плана U3M и реформы высшего образования Аллегра. Канский университет снова требует отмены реформы Байру.
- 1999: Локальные волнения в университете Нанта, полная блокада помещений факультетов филологии и гуманитарных наук и удерживание их в течение 13 дней (с 28 апреля по 10 мая) за несколько дней до экзаменов помогла спасти специальность «История искусства» от полного исчезновения. Движение началось 12 февраля.
- Март 2001: забастовки с требованием увеличения финансирования и против приватизации. Пятница 23 марта: национальная демонстрация перед министерством образования с участием делегатов 4 университетов из г. Греве, Гавр, Нант, Монпелье и Мец, а также делегатов парижских университетов.
- Октябрь — ноябрь 2002: Генеральные ассамблеи и акции протеста против Болонского процесса и реформы «Лицензия-Магистр-Доктор» (фр. «Licence-Master-Doctorat» — LMD). Административные здания около десяти агломерационных общин блокированы студентами, забастовки в 4 университетах.
- Ноябрь — декабрь 2002: генеральные ассамблеи и акции протеста против роспуска 5000 сотрудников MI/SE, а затем против упразднения его устава и замены его на Службу помощи образованию. Несколько академий, в том числе, в Кане, Ренне, Нанте, Тулузе, объявили забастовку.
- 6 февраля 2003: общенациональная манифестация MI/SE и «Молодого труда» в Париже, координация деятельности биржи труда.
- Весна 2003: движение в защиту пенсий и против децентрализации. Забастовки против усиления финансовой независимости университетов. В нескольких университетах (Перпиньян, Тулуза, Париж 4) студенты блокируют аудитории своих факультетов и отказываются от экзаменов, дав широкую огласку движению в СМИ, пока забастовка преподавателей не заставила рассмотреть недостатки разделения обучения на бакалавриат и магистратуру.
- Ноябрь — декабрь 2003: забастовки против реформы LMD-ECTS (фр. Système européen de transfert et d'accumulation de crédits — Европейская система переноса и накопления кредитов) как составной части Болонского процесса, более 10 факультетов бастуют и около 30 «активизированы». До 30 тысяч студентов вышли на улицы 27 ноября.
- Март 2004: волнения в университете Нантера в связи с усилением политики безопасности в университете: камеры наблюдения, огораживание строений, наём охранников и отмена запрета полиции вторгаться на территорию университетского городка. 16 марта студенты разрушили стену строения D, которая была восстановлена через несколько дней.
- 1 ноября 2004: нантерские студенты занимают резиденцию университета в ответ на угрозы закрыть CROUS (фр. Centres régionaux des œuvres universitaires et scolaires — Региональные центры по делам университетов и школ).
- 2 ноября 2004: вторая попытка разрушить стену строения D Нантерского университета привела к 3-недельному заключению под стражу студента Сорбонны.
- Февраль — апрель 2006: манифестации студентов и лицеистов, около 60 университетов бастуют (в том числе с проведением пикетов) против «контракта первого найма» (CPE) и «контракта новых наймов» (фр. contrat nouvelles embauches — CNE) и за увеличение выдачи CAPES (фр. Certificat d'aptitude au professorat de l'enseignement du second degré — свидетельство о пригодности профессора преподавать на второй ступени). Историческое здание Сорбонны, прилегающая к ней площадь и улицы перекрыты полицией с 12 марта 2006 по 24 апреля 2006 года. Во многих университетах учёба приостановлена.
- Октябрь — декабрь 2007: студенческое движение против закона «О правах и обязанностях университетов» (фр. Loi relative aux libertés et responsabilités des universités — LRU).

### Китай

Студенты на площади Тяньаньмэнь, 1989 год

В 1989 году 3000 студентов Пекинского университета и из других вузов собрались на площади Тяньаньмэнь, положив начало «Движению 4 мая» как важному этапу демократической революции в Китае. Демонстрации на площади Тяньанмэнь в 1989 году была организована студентами всех 67 пекинских университетов и другими политическими группами, стремящихся установить демократию в Китае. Правительство жестоко подавило этот протест.

### Индонезия
В Индонезии студенты постоянно были первыми, кто устраивал уличные демонстрации, призывающие к смене правительства, в ключевые моменты истории страны, и многие организации со всего политического спектра стремились к взаимодействию со студенческими группами.
В 1928 году «Молодёжная клятва» стала рупором антиколониальных настроений в обществе.
Во время политической смуты 1960-х годов правые студенты из организаций KASBUL, КАМИ, КАППИ, Ассоциация католических студентов Республики Индонезия, Ассоциация мусульманских студентов, Учащиеся мусульмане Индонезии активно участвовали в разгроме КПИ и свержении Сукарно. Они устраивали массовые антикоммунистические и антипрезидентские демонстрации, подключались к погромам и прямым убийствам. Именно студенты сформулировали Три народных требования — запрет компартии, чистка госаппарата от коммунистов, снижение цен — ставшие программой отстранения Сукарно от власти. Студенческое движение действовало в тесном политическом сотрудничестве с армией, мусульманскими и католическими организациями. В 1967 году Сукарно уступил и был смещен с поста президента генералом Сухарто.
Студенческие группы также играли ключевую роль в смещении Сухарто в 1998 году, устроив большие демонстрации, усилившие народное недовольство своим президентом. Студенты Джакарты, Джокьякарты, Медана и др. первыми в то время заговорили публично против милитаристского правительства. Студенческое движение было одним из основных участников политической сцены того времени. Например, сменивший Сухарто новый президент Хабиби предпринял ряд неудачных попыток усмирить студентов, подвергавшихся гонениям при Сухарто, встречаясь с их лидерами и семьями студентов, убитых силами безопасности во время демонстраций.

### Иран
В Иране студенты были в первых рядах при протестах против светской монархии (до 1979 года), а в последние годы — против теократической исламской республики. Как религиозные, так и более умеренные студенты играли главную роль в оппозиции Рухолла Хомейни против шаха Мохаммеда Реза Пехлеви. В январе 1978 года армия разогнала демонстрацию студентов и исламских лидеров, убив несколько студентов и посеяв целую серию широких протестов, которые в конечном итоге привели к Исламской революции в Иране 1979 года. 4 ноября 1979 года воинственные иранские студенты, называющие себя «мусульманскими студентами-последователями линии имама», захватили посольство США в Тегеране и удерживали 52 сотрудника посольства в заложниках в течение 444 дней.
В последние годы произошёл ряд столкновений либеральных студентов с силами иранского режима, из них наиболее известны студенческие беспорядки в Иране в 1999 году. В течение недели жестоких стычек, начавшихся с нападения полиции на спальные помещения университета в ответ на демонстрации группы студентов Тегеранского университета против запрета одной реформистской газеты. Акбару Мохаммади был вынесен смертный приговор, позднее замененный на 15 лет тюрьмы, за его участие в акциях протеста. В 2006 году он умер в тюрьме Эвина в результате голодовки протеста против отказа ему получить лечение телесных повреждений, полученных им во время пыток.
В конце 2002 года студенты организовали массовые демонстрации протеста против смертного приговора реформистского преподавателя Хашема Агаджари, обвиненного в богохульстве. В июне 2003 года несколько тысяч студентов вышло на улицы Тегерана, протестуя против планов правительства приватизировать ряд университетов.
Студенты-последователи имама Хомейни активно предлагают решения по различным политическим национальным и международным событиям, критикуя их или оказывая им поддержку.
В мае 2005 года на президентских выборах в Иране крупнейшая иранская студенческая организация «Служба консолидации единства» призывала к бойкоту выборов. После избрания Махмуда Ахмадинежада президентом страны протесты против правительства продолжились. В мае 2006 года до 40 сотрудников полиции получили ранения при столкновении со студентами на демонстрации в Тегеране. В 2006 году Ахмадинежад вынудил студентов организовать кампании с требованием очистки университетов от либеральных и светски настроенных преподавателей.

### США
Студенческое движение в США часто воспринимается как форма молодёжного движения, имеющего целью реформирование американской системы образования. Студенческое движение в США возникло одновременно с публичным образованием, если не раньше. Самые ранние исторические документы сохранились с 1930-х гг. «Американский молодёжный конгресс» представлял собой организацию в Вашингтоне, руководимую студентами, лоббировавшую конгресс США против расовой дискриминации и за молодёжные программы. Её горячо поддерживала первая леди Элеонора Рузвельт.
В 1960-е годы студенческое движение значительно политизировалось. Особо значимым явлением того периода стало появление в Энн-Арборе (Мичиган) организации «Студенты за демократическое общество» (англ. Students for a Democratic Society — SDS), занимавшейся проблемой вузов как социального агента, подавляющего общество, и в то же время потенциально развивает его. SDS также дал начало подпольной группе «уэзерменов». Другой успешной группой было «Освобождение молодёжи» в Энн-Арборе, организация, призывающая студентов требовать отмены государственных образовательных программ. Ещё одной заметной организацией был «Студенческий ненасильственный координационный комитет», борющийся против расизма и за интеграцию общественных школ в США. Все эти организации прекратили свою деятельность в середине 1970-х годов.
Крупнейшая студенческая забастовка в истории США произошла в мае-июне 1970 года в ответ на расстрел студентов Кентского университета и американское вторжение в Камбоджу.
В начале 1980-х годов ряд организаций, особенно «Университетская лига возможности успеха» (англ. Campus Outreach Opportunity League — C.O.O.L.), внедрил неолиберальные модели в студенческое движение по всей стране. Эти организации считали важным для студентов выявление возможных сфер общественных услуг (англ. community service) в сфере высшего образования и развитие конкуренции среди студентов.
Всплеск студенческого движения в США наблюдался вновь в 1990-е годов, когда студенты стали проводниками неолиберальной политики Билла Клинтона по развитию общественных услуг. Движение за реформу народного образования возродило популистское студенческое движение против стандартизированного тестирования и обучения, а также по другим более сложным вопросам, включая ВПК, промышленность и систему наказаний, а также влияние армии и корпораций на качество образования. Также уделялось внимание тому, чтобы принятые изменения были стабильными, улучшалось финансирование образования и менялась политика или руководство соответствующих структур, что позволяло бы вовлечь студентов в процессы принятия решений в школах и вузах. В настоящее время наиболее заметным является проведение кампаний за финансирование публичных школ, против повышения платы за обучение в колледжах и использование потогонного труда на фабриках по производству школьных принадлежностей (например, кампания «Объединенные студенты против потогонки»), за вовлечение студентов в процесс планирования, реализации образования и формирования образовательной политики (напр. «Институт Рузвельта»), а также информирование населения о гуманитарных последствиях дарфурского конфликта. Также заметна активизация студентов вокруг проблемы глобального потепления. Кроме того, вновь возникло антивоенное движение, что привело к созданию «Университетской антивоенной сети» (англ. Campus Antiwar Network) и возрождению SDS в 2006.

### Великобритания
Студенческое движение существовало в Великобритании с 1880-х годов, когда появились советы представителей студентов, представляющие интересы студентов. Позднее из этих советов сформировались союзы, многие из которых вошли в состав Национального союза студентов (англ. National Union of Students — NUS), образовавшегося в 1921 году Однако NUS изначально задумывался как организация, стоящая в стороне от политических и религиозных вопросов, что снижало её значение как центра студенческого движения. В 1930-е гг. студенты оказались больше вовлечены в политику после того, как в университетах стали появляться различные социалистические общества, от социал-демократических до марксистско-ленинских и троцкистских. Главой NUS стал коммунист Брайан Саймон (Brian Simon).
Но до 1960-х годов студенческое движение в британских университетах не имело большого значения. Активизацию деятельности студенческих организаций вызвала война во Вьетнаме, расизм, а также различные локальные злоупотребления властью — повышение платы за обучение и снижение нормы представительства студентов. В 1962 г. совместно с CND прошла первая студенческая акция протеста против войны во Вьетнаме. Однако по-настоящему активная деятельность студентов началась с середины 1960-х годов. В 1965 году 250 студентов Эдинбурга устроили пикет перед консульством США и провели акцию протеста против вьетнамской войны на Гроувснорской площади. В Оксфорде прошёл первый тич-ин, на котором студенты дискутировали об альтернативных ненасильственных способах протеста, а также акция протеста в Лондонской школе экономики против правительства Яна Смита в Родезии.
В 1966 году появились «Альянс радикальных студентов» и «Кампания солидарности с Вьетнамом», ставшие центрами протестного движения. Первая студенческая сидячая забастовка (сит-ин) была организована в Лондонской школе экономики в 1967 году по случаю отчисления двух студентов. Успех этой акции, а также 100-тысячная студенческая демонстрация в том же году стали началом массового студенческого движения. Оно действовало до середины 1970-х годов, организовав за это время 80-тысячную демонстрацию на Гроувснорской площади, антирасистские протесты и захваты в Ньюкасле, разрушение систем контроля передвижения демонстрантов, вынужденное закрытие Лондонской школы экономики и избрание Джека Стро (англ. Jack Straw) руководителем NUS в ЮАР. Но нужно отметить две важные вещи, касающиеся студенческого движения и Великобритании. Во-первых, большинство британских студентов продолжали верить в демократическую систему, и власти не обращались с ними слишком жестко, так как акции студентов были вполне мирными и хорошо организованными. Во-вторых, многие акции протеста выносили требования более чем локального характера, например, о норме студенческого представительства в управлении колледжами, улучшение социальной поддержки, снижение платы за обучение или даже цен в столовых. В этом отличие студенческого движения в Великобритании от других стран.

### Украина
Студенческое движение независимой Украины берет своё начало с «Революции на граните» 1990 года, которая стала первой крупной кампанией в которой участвовали студенты, а также ученики техникумов и ПТУ. Разбив на площади Октябрьской Революции (теперь Площадь Независимости) палаточный городок и объявив голодовку, протестующие выдвинули ряд политических требований, например, национализации имущества Компартии Украины и ВЛКСМ, перевыборов Верховного Совета УССР на основе многопартийности и т. д. Правительство было вынуждено удовлетворить требования протестующих.
В середине 1990-х годов в Киеве создается студенческий профсоюз под названием «Прямое действие». За время своего существования профсоюз провёл несколько успешных акций, нацеленных на защиту прав студентов. Это были первые попытки подъёма самостоятельного и независимого студенческого движения на Украине. Профсоюз просуществовал до 1998 года.
В мае-августе 2004 года студенты и преподаватели города Сумы выступают против объединения трёх городских вузов в Сумской национальный университет. В знак протеста студенты выступили в пеший поход на Киев. Протестующим противодействовало около 150 милиционеров, которые задерживали участников похода. В результате массовых акций Кабинет Министров отменил распоряжение, а президент — приказ о создании СНУ на базе трёх высшей.
Ноябрь 2006 года. Протест сумских студентов против возвращения экс-губернатора Сумщины Владимира Щербаня на Украину, который до этого скрывался в США от украинского правосудия.
В 2008 году, по инициативе студентов Киевского национального университета им. Шевченко было принято решение о создании нового независимого профсоюза, также было принято решение взять название «Прямое действие» в знак продолжения традиций молодёжного сопротивления. Таким образом «Прямое действие» образца 1990-х годов получило название «первое поколение». Некоторые активисты из первого поколения сейчас помогают деятельности профсоюза.
Согласно Манифесту «Прямого действия», цель профсоюза — создание низовой студенческой организации, которая базируется на горизонтальных принципах координации. Такая организация должна постепенно замещать бюрократический аппарат администрации и формировать отношения в сфере образования на основах равенства, прямой демократии и кооперации.
С момента основания профсоюз стал участником и инициатором огромного количества кампаний в защиту прав студентов и рабочих. Самыми громкими и удачными являются:
- 4 июня 2009 года. Акция протеста под стенами Кабинета министров. «Прямому действию» удаётся вывести на пикет свыше 150 студентов. Во время акции было демонстративно сожжено «фаер» и несколько зачётных книжек. Результат — студенты добиваются того, что на экстренном заседании Кабинет министров Украины отменяет постановление о введении платных услуг[9][10].
- Октябрь 2009 года. Участие «Прямого действия» в забастовке студентов и преподавателей института им. Бойчука[11]. Протесты под Минобразования. Забастовка окончилась в конце октября громкой акцией блокады института[12], что привело к отставке ректора.
- Июнь 2010 года. Общественность отвечает на убийство студента Игоря Индило в отделении милиции кампанией против милицейского произвола и полицейского государства. Активное участие в кампании принимает «Прямое действие». Последствия — массовые чистки в рядах милиции[13][14].

- 12 октября 2010 года. «Прямое действие» и Фундация региональных инициатив выступают организаторами Всеукраинской акции протеста против коммерциализации образования (в частности, поднимают требование отмены правительственного постановления № 796 о «платных услугах»), которая проходит в 14 городах: Киеве, Львове, Ужгороде и Симферополе, Харькове, Ровно, Луганске, Житомире, Хмельницком, Каменец-Подольском, Кировограде, Ивано-Франковске, Сумах, Луцке. Свою солидарность со студентами выражает поэт и писатель Сергей Жадан[15]. В столице проходит массовый марш к Кабинету министров и Администрации президента[16]. Несмотря на запугивания со стороны администраций университетов, в общей сложности в протестах принимают участие до 20 000 студентов[17], в трёх городах — Львове, Киеве и Ужгороде — численность участников акций превышает тысячу, причем во Львове она достигает 7 тысяч[18]. Украинские студенческие протесты, синхронизированные с международной инициативой «Глобальная волна за бесплатное образовании»[19], имеют международный резонанс[20]. Накануне акции протеста власти распространяет информацию об отмене скандального постановления, однако в действительности оказывается, что отменены лишь несколько наиболее одиозных его пунктов[21].
- 31 января 2011 года. «Прямое действие» вместе с Фундацией Региональных Инициатив и общественным движением «Видсичь» начинают всеукраинскую кампанию «Против деградации образования». Кампания направлена против нового законопроекта «О высшем образовании», сокращения госзаказа на 42 %, коммерциализации образования. В этот день акции прошли в Хмельницком[22], Донецке[23], Одессе[24], Житомире, Запорожье, Харькове, Киеве[25]. Результатом акций стала отмена двух законопроектов.

### Дореволюционная Россия
Студенческое движение в России было составной частью русского освободительного движения. Возникло в 1-й четверти XIX века; приобрело важное значение в общественно-политической жизни страны во 2-й половине XIX — начале XX века Эволюционировало от академических целей и средств борьбы (до конца XIX века) к движению, политически направленному на свержение царского самодержавия (с начала XX века).
Движение развивалось на почве борьбы против реакционной политики царского правительства в постановке высшего образования (университетский устав 1884 года и циркуляры министерства просвещения, грубый полицейско-административный произвол в отношении студенчества); было направлено на завоевание академически корпоративных прав и свобод. В разночинский период освободительной борьбы (1861—1895) движение проявилось в различных специфических формах: коллективный бойкот лекций реакционных профессоров, неподчинение распоряжениям учебного начальства, участие в неразрешенных сходках, кратковременные забастовки, коллективные петиции, манифестации и т. п. Руководящими органами движения радикально настроенного студенчества выступали землячества — полулегальные организации учащихся, возникшие в 1850—1860-х годов.
Студенческие беспорядки во всех высших учебных заведениях произошли осенью 1861 года в связи с введением так называемых «путятинских правил» для университетов. Весной 1869 года студенты Петербурга требовали корпоративных свобод. Осенью 1878 года происходило движение радикально настроенной молодёжи, вызванное агитацией народников «в народ!». Осень 1879 года была отмечена студенческими волнениями против передачи функций выборного профессорского дисциплинарного суда суду, назначенному правлением университета. В 1880 г. нанесено публичное «оскорбление действием» (пощёчина) представителям учебного начальства в Московском, Варшавском и Казанском университетах в знак протеста против полицейских актов насилия над студентами. Брожение среди столичного студенчества весной 1887 года вызвано деятельностью и арестом группы народовольцев во главе с А. И. Ульяновым; осенью оно привело к закрытию почти всех высших учебных заведений. 4 декабря 1887 года состоялась сходка студентов Казанского университета, в которой активное участие принял В. И. Ленин. Весной 1890 г. прошли волнения студентов против «реформы» Петровской с.-х. академии в духе университетского устава 1884 года. В разночинский период студенчество участвовало и в общедемократических выступлениях: студенты Петербургского университета — в похоронах Т. Г. Шевченко 28 февраля 1861 года; студенты Казанского университета и духовной академии — в панихиде по крестьянам, убитым при подавлении Бездненского выступления 1861 года, движение студенческой молодёжи, связанное с массовым участием её в борьбе с голодом 1892—1893 годов, и др.
Эти выступления способствовали пробуждению и росту политического самосознания не только среди большинства студентов, но и в народных массах. Участники движения пополняли ряды революционных организаций — народнических, а затем марксистских, социал-демократических. Во 2-й половине 1890-х годов произошли массовый отказ радикально настроенного студенчества присягнуть Николаю II, первая всероссийская студенческая забастовка зимой 1899 года и др. выступления студентов. В пролетарский период освободительной борьбы (с 1895 года) под непосредственным влиянием революционной борьбы пролетариата студенческое движение в начале XX в. приняло ярко выраженный антиправительственный характер; распространились новые формы протеста: забастовка, уличная демонстрация. «Прежде бунтовали одни студенты, а теперь поднялись во всех больших городах тысячи и десятки тысяч рабочих», — отмечал Ленин в своей брошюре 1903 года. Крепли связи между студенческими нелегальными организациями разных учебных заведений и городов. В организационных комитетах, руководивших забастовками, землячествах и др. организациях студенчества усиливалась борьба между различными политическими группировками: в 1903 году среди студенчества действовало 6 политических групп, соответствовавших политическим группировкам российского общества. Роль застрельщиков и руководителей выступлении учащейся молодёжи на рубеже XIX—XX веков перешла к представителям революционно-буржуазной демократии, а в годы 1-й русской Революции 1905—1907 годов — в большинстве случаев к социал-демократам. Важнейшими событиями студенческого движения в годы назревания революционного кризиса явились: 2-я и 3-я всеобщие студенческие забастовки зимой 1901 и 1902 годов, в каждой из которых участвовало более 30 тысяч учащихся; демонстрации протеста совместно с рабочими в Петербурге, Москве, Киеве, Харькове и Казани против отдачи 183 студентов в солдаты, против «временных правил» правительства 29 июля 1899 года и 22 декабря 1901 года; рабоче-студенческие демонстрации в Петербурге и Москве (ноябрь — декабрь 1904 года) в поддержку основных политических требований РСДРП. Протест учащейся молодёжи был поддержан передовыми рабочими и интеллигенцией и принял общенародный политический характер.
Политические взгляды борющегося студенчества в этот период формировались под воздействием трёх общественных сил: эсеров и меньшевиков), буржуазной демократии («освобожденцев») и социал-демократов. 2-й съезд РСДРП (1903) предложил всем местным партийным организациям содействовать молодёжи в усвоении социалистического мировоззрения, помочь ей создать самостоятельные организации. На основе многолетнего опыта борьбы, под влиянием революционной пропаганды ленинской «Искры», политической и организаторской деятельности большевиков демократическое студенчество стало одним из резервов пролетарского движения.
В период Революции 1905—1907 годов революционно-демократическое студенчество предоставило осенью 1905 года помещения вузов для проведения политических собраний и митингов рабочих. Оно заявило о поддержке основных тактических лозунгов большевиков, создавало свои боевые дружины, участвовавшие в боях на баррикадах Москвы, Харькова, Одессы. В годы реакции значительная часть студенчества отошла от революционной борьбы. Однако многочисленные студенческие большевистские организации сумели возглавить студенческие волнения, происходившие в 1908 г. и в 1910—1912 годов. В дни Февральской революции 1917 года студенческое движение влилось в общий революционный поток.

### СССР
В СССР советское студенчество способствовало «пролетаризации» высшей школы. Студенты-коммунисты участвовали в создании рабочих факультетов. К 1930-м годам изменился социальный состав студентов, среди них выросло число комсомольцев.
В годы довоенных пятилеток (1929—40) советское студенчество помогало осуществлению индустриализации страны, коллективизации сельского хозяйства, культурной революции (введение всеобщего семилетнего образования, ликвидация неграмотности и др.), оказывало помощь предприятиям и стройкам, колхозам и совхозам. Комсомольские организации вузов основное внимание обращали на совершенствование учебного процесса и политического воспитания, соединение теоретического обучения с производственной практикой, развитие научно-исследовательской работы. В 1930-е годы советские студенты создавали хозрасчётные студенческие «бригады реального проектирования», научные кружки при кафедрах; в 1940-е годы научные кружки, бригады и др. были объединены в научные студенческие общества и студенческие конструкторские бюро.
В годы Великой Отечественной войны 1941—45 годов 240 тысяч студентов вступили в Красную Армию. В 460 вузах страны студенты учились под девизом: «Всё для фронта, всё для победы!». 150 тысяч из них совмещали учёбу с работой на производстве. В 1941 году в Москве была создана студенческая секция Антифашистского комитета советской молодёжи. После окончания войны 30 тысяч фронтовиков поступили в вузы.
В конце 1950-х годов зародились студенческие строительные отряды, участники которых во время летних каникул работали на промышленных и сельскохозяйственных объектах страны, прокладывали линии электропередач, железные и шоссейные дороги, строили жилые дома, школы, больницы и клубы, работали летом в торговле, в сфере обслуживания, на транспорте. В 1974 году в таких отрядах было более 600 тысяч студентов.
В жизни советских студентов большую роль играли комсомольские организации. В 1974 году они охватывали более 95 % студентов вузов (в 1928 г. — 19,2 %, в 1935 г. — 32,5 %).
Советские студенты участвовали в международном движении прогрессивного студенчества. Они входили в Коммунистический интернационал молодёжи в 1919—1943 годах, участвовали в создании антифашистского фронта молодёжи в годы 2-й мировой войны 1939—1945 годов. Студенческий совет СССР сотрудничал со студенческими организациями более 100 стран. Представители советских студентов участвовали в работе Международного союза студентов, в мероприятиях, проводимых совместно со Всемирной федерацией демократической молодёжи.
С весны 1989 года в вузах Советского Союза стали проходить так называемые «бойкоты военных кафедр» — студенческие выступления против форм и методов военного обучения в высшей школе, связанные с отменой отсрочки от призыва студентов на службу в Вооружённых силах, обязательностью военной подготовки в вузах, приоритетом успеваемости и посещаемости военной кафедры по отношению к основной специализации студентов. В ноябре 1989 года делегаты Всесоюзного студенческого форума поставили перед правительством страны вопросы, связанные с деятельностью военных кафедр вузов. Была принята развернутая резолюция форума «О перестройке в области военной подготовки студентов гражданских высших и средних специальных учебных заведений страны», о переходе к добровольному военному обучению студентов, подготовке офицеров запаса с учётом их гражданских специальностей, коренном улучшении снабжения военных кафедр, обеспечении учебного процесса современной техникой и оборудованием, материальном стимулировании обучаемых, отмене политзанятий, формировании штата преподавателей на конкурсной основе и т. д.

Почти все требования студентов были удовлетворены.

### Постсоветская Россия
12 апреля 1994 года в Москве около 3 тысяч студентов участвовали в «марше на Кремль», организованном различными леворадикальными активистами. Требованиями студентов были повышение стипендий и своевременная их выплата. Прорвав с боем несколько кордонов милиции на Новом Арбате, студенты дошли до Манежной площади, где марш был остановлен ОМОНом. Избитые и озлобленные студенты скандировали антиправительственные лозунги. Около 600 студентов прорвались через Александровский сад до ГУМа и были разогнаны ОМОНом уже на Красной площади. Около 80 студентов получили серьёзные побои и увечья, 9 человек судили. Участниками беспорядков был организован леворадикальный профсоюз «Студенческая защита». Задержанные стипендии выплатили в течение месяца.
19—20 апреля 1994 года в Твери прошёл несанкционированный митинг в студенческом городке ТверГУ, приуроченный ко Дню рождения пионерской организации. Митинг был разогнан ОМОНом после того, как студенты стали петь «Интернационал». Около 200 студентов были избиты, 1 человек попал в больницу. Тогда же было организовано недолго просуществовавшее местное отделение «Студенческой защиты».
12 апреля 1995 года в Москве, на официальном митинге перед «Белым домом», «Студенческая защита» выдвинула требования об отмене постановления Виктора Черномырдина о лишении успевающих студентов права на стипендию; отказе от принятия закона о призыве студентов и выпускников вузов на службу в армию рядовыми на 2 года; расширении студенческого самоуправления в вузах; участии студентов в контроле над финансовой деятельностью вузов; прекращении практики сокращения бесплатных учебных мест и сдачи общежитий в аренду коммерческим структурам. В ходе митинга властями были задержаны лидеры «Студенческой защиты», что вызвало новый «марш на Кремль» 3 тысяч присутствовавших студентов. На пересечении с Садовым кольцом начались столкновения с ОМОНом, около 1,5 тысячи студентов прорвались на Старый Арбат и по нему прошли до Арбатской площади, где забросали подручными средствами здание Минобороны и расписали асфальт перед ним антивоенными лозунгами. Затем, студентов вновь вышедших на Новый Арбат и дошедших до Манежной площади, рассеяли ОМОН, милиция и солдаты внутренних войск. Задержано более 400 человек, из них судили 30, более 200 студентов получили травмы различной степени тяжести. Черномырдин отреагировал на беспорядки фразой: «Революции начинаются не с шахтёрских забастовок, а со студенческих бунтов». Решение о лишении успевающих студентов стипендий и законопроект о призыве студентов в армию были отменены.
12 апреля 1995 года стихийные студенческие беспорядки произошли и в Иркутске. Митинг официальной Ассоциации профсоюзных организаций студентов (АПОС, подразделение ФНПР) перерос в несанкционированный марш протеста 2 тыс. студентов к зданию областной администрации. К демонстрантам вышел иркутский губернатор Ю. Ножиков, которому были выдвинуты претензии по поводу действий администраций вузов. Студенты создали инициативную группу для переговоров с губернатором и разошлись, но переговоры администрации с инициативной группой остались без результата.
5 марта 1997 года в Краснодаре, после решения городских властей об отмене льготных проездных для учащихся, студенческий пикет перед зданием мэрии перерос в несанкционированный митинг с попыткой прорыва в здание мэрии, перекрытием улицы и остановкой трамваев. С помощью местных комсомольцев из РКСМ, являвшимися формальными организаторами пикета, студентов удалось убедить разойтись. Решение об отмене льготных проездных было приостановлено до следующего учебного года.
27 марта 1997 года, на проходившем в Мурманске профсоюзном шествии, члены местного отделения «Студенческой защиты» и левой организации «Красная гвардия Спартака» на несколько часов блокировали движение в центре города, попытались устроить баррикаду и выдвинули требование — выплатить задержанные стипендии. После обещания властей выполнить свои обязательства беспорядки закончились.
Осенью 1997 — весной 1998 года в стране начались студенческие выступления, спровоцированные попыткой проведения реформы образования (т. н. реформа Асмолова — Тихонова). Реформа предполагала коммерциализацию образования, в том числе — использования читальных и спортзалов, компьютерных классов, библиотек; перевод вузов на самофинансирование; резкое сокращение их числа и штата преподавателей; отмену стипендий и всех социальных выплат студентам.
Первые массовые протесты, вызванные введением платы за использование компьютерных классов, читальных и спортзалов, провели в начале ноября 1997 года студенты Новосибирского технического университета. Выступления длились несколько дней и распространились даже на Новосибирский Академгородок. 22 октября в Воронеже прошёл 10-тысячный несанкционированный студенческий митинг. Его участники потребовали отмены реформы. Осенью 1997 года студенческие выступления прошли в Архангельске, Чебоксарах и Омске, а уже в апреле 1998 года — беспорядки начались в Екатеринбурге.
6 мая 1998 года «Студенческая защита», протестуя против реформ высшего образования, провела несанкционированную демонстрацию в Ульяновске. 8 мая аналогичная студенческая уличная акция прошла в Челябинске. Студенческие волнения там длились до 21 мая, когда власти вынуждены были пойти на уступки и восстановить «упраздняемые» реформой факультеты в Институте государства и права. 22 мая студенческие выступления в Оренбурге вылились в перекрытие центрального проспекта города. 26 мая студенты Иркутска, проводя театрализованную акцию протеста, публично утопили в Ангаре гроб с надписью «высшее образование». В конечном итоге студенческих выступлений в отставку были отправлены предложившие реформу Тихонов и Асмолов, а в сентябре 1998 года правительство в срочном порядке выплатило студентам 450 млн рублей.
Новые организации студентов стали появляться в основном в провинции. Например, в 2004 г. в Пермском государственном университете был образован свободный профсоюз «Студенческая солидарность», а в Удмуртском государственном университете — «Студенческая защита» (будучи политизированными, они не были признаны администрацией вузов). Толчок самоорганизации и радикализации студентов стали общероссийские протесты против монетизации льгот в начале 2005 г. Летом 2005 г. в Москве подобные группы и активисты учредили «Студенческое протестное движение» для координации действий против реформы образования в России, были проведены межрегиональные акции протеста, но к 2007—2008 гг. сеть перестала функционировать. Попытки создания независимых профсоюзов предпринимались и в других вузах, но ни одна из них не пережила ухода своих первоначальных лидеров.
Новой формой студенческого активизма стали инициативные группы, связанные с качеством и формой образования в целом. Самая резонансная из них «OD-Group» на соцфаке МГУ и «Уличный университет» в Санкт-Петербурге. Однако они тоже не смогли стать устойчивыми структурами.
К началу 2010-х годов организованная протестная активность российского студенчества почти полностью прекратилась. Хотя студенты составляют основную массу оппозиционных выступлений, они чаще всего не выступают с попытками самоорганизации по принципу принадлежности к группе «студенчество».

## Наши дни
Современные студенческие движения различаются по составу участников, размеру, успешности своей деятельности; в них участвуют студенты всех форм обучения, всех рас и социально-экономического происхождения и политических взглядов. Важнейшими направлениями их деятельности является борьба за повышение роли молодёжи в политике и управлении, права студентов, финансирование учебных заведений, реформа наркополитики, антирасизм в образовании, повышение платы в колледжах, поддержка работников кампусов в борьбе за права и др.
Примеры современных студенческих движений:
- Осень 2004: студенческое движение во французской общине Бельгии против «перенаселенности» высших школ, а затем за реформирование преподавания.
- Студенческое движение Квебека в Канаде 2005—2006 годов и забастовка студентов Квебека 2005 года против замены стипендий образовательными займами.
- Осень 2005: студенческое движение в Италии против приватизации университетов.
- Июнь 2006: студенческое движение в Греции против приватизации университетов и трудового контракта для инвалидов типа «контракта первого найма» во Франции.
- Июнь 2006: студенческое движение в Перу против увольнения профессора Франко-перуанского лицея.
- Ноябрь 2006: в Сербии студенты Белградского университета проводят блокировку[34] философского, а затем и архитектурного факультетов с целью предотвратить неолиберальную реформу образования[35].

## Критика
Обширная критика студенческого движения касается ошибок категоризации, основанной на упрощенном взгляде на роль студентов как агентов трансформации всего общества, и на обособлении индивидов как студентов, которые не признают иных аспектов самоидентификации и односторонне демонизируют объекты своего протеста, которым студенческое движение бросает свой вызов.
Кроме того, студенты университетов обычно принадлежат привилегированному сектору общества. Студенческие активисты обычно изображаются испорченными богатенькими детьми, которые просто бунтуют против власти над ними. Также часто говорится о том, что это движение отражает либеральное чувство вины за свой привилегированный социальный статус, и студенты просто пускают пыль в глаза с целью очистить свою совесть, а не пытаясь действительно изменить иерархическое общество, которое обеспечило им их выгодную позицию в обществе.
Бразильский педагог Паулу Фрейре также критикует студенческих активистов, вводя понятие «кризис чистого активиста», действующего без критического осмысления своей деятельности:
«Лидеры не должны отказывать рядовым активистам в возможности мыслить самостоятельно, предоставляя им вместо этого лишь иллюзию действия, в котором ими продолжают манипулировать — и на этот раз манипулируют те, кто объявляет себя врагом манипулирования».
Фрейре подчеркивал, что активисты, отказываясь от размышлений, тем самым лишь укрепляют корень того зла, с которым они борются.